# Catherine McLeod
Pour les articles homonymes, voir MacLeod.
Catherine (Frances) McLeod, née le 2 juin 1921 à Santa Monica (Californie) et morte le 11 mai 1997 à Los Angeles (Californie), est une actrice américaine.

## Biographie
Au cinéma, Catherine McLeod contribue à dix-neuf films américains, le premier sorti en 1944 ; le dernier est Viol et Châtiment de Lamont Johnson (avec Margaux et Mariel Hemingway), sorti en 1976.
Entretemps, mentionnons Le Courage de Lassie de Fred M. Wilcox (1946, avec Elizabeth Taylor et Frank Morgan), Le Bébé de mon mari de Frank Borzage (1947, avec Don Ameche et Roscoe Karns) et Meurtre prémédité d'Andrew L. Stone (1953, avec Joseph Cotten et Jean Peters).
À la télévision américaine, outre un téléfilm diffusé en 1971, elle apparaît dans cinquante-trois séries, la première en 1949. Suivent notamment Studio One (quatre épisodes, 1950-1954) et les séries-westerns Gunsmoke (deux épisodes, 1957-1963) et Le Virginien (deux épisodes, 1963-1965).
Sa dernière série américaine est Cher oncle Bill (un épisode, 1969). Elle tient son ultime rôle au petit écran dans la mini-série française Sans famille (un épisode, 1981).
En 1950, Catherine McLeod épouse en secondes noces l'acteur Don Keefer (1916-2014), resté veuf à la mort de l'actrice en 1997, à 75 ans.

## Filmographie partielle

### Cinéma
- 1944 : L'introuvable rentre chez lui (The Thin Man Goes Home) de Richard Thorpe : la fille à Montage
- 1945 : L'Espoir de vivre (Forever Yours) de William Nigh : Martha
- 1946 : Le Courage de Lassie (Courage of Lassie) de Fred M. Wilcox : Alice Merrick
- 1946 : Je vous ai toujours aimé (I've Always Loved You) de Frank Borzage : Myra Hassman
- 1946 : Les Demoiselles Harvey (The Harvey Girls) de George Sidney : Louise
- 1947 : The Fabulous Texan d'Edward Ludwig : Alice Sharp
- 1947 : Le Bébé de mon mari (That's My Man) de Frank Borzage : Ronnie Grange
- 1950 : Les Dépravées (So Young So Bad) de Bernard Vorhaus : Ruth Levering
- 1952 : Seules les femmes savent mentir (My Wife's Best Friend) de Richard Sale : Jane Richards
- 1953 : Meurtre prémédité (A Blueprint for Murder) d'Andrew L. Stone : Maggie Sargent
- 1954 : Les Proscrits du Colorado (The Outcast) de William Witney : Alice Austin
- 1958 : Return to Warbow de Ray Nazarro : Kathleen Fallam
- 1961 : Les Lycéennes (en) (Tammy Tell Me True) d'Harry Keller : Mme Bateman
- 1964 : Les Dompteurs du Pacifique (Ride the Wild Surf) de Don Taylor
- 1976 : Viol et Châtiment (Lipstick) de Lamont Johnson : La dame de Vogue

### Télévision
(séries, sauf mention contraire)
- 1950-1955 : Studio One
  - Saison 3, épisode 4 Loin de tout (Away from It All, 1950 - sergent Shirley Marsh) et épisode 26 Une paire de mains (One Pair of Hands, 1951)
  - Saison 4, épisode 25 Dix-mille chevaux hurlants (Ten Thousand Horses Singing, 1952) : D. D. Dillward
  - Saison 7, épisode 47 Le Secret (The Secret, 1955) : Bessie
- 1957-1959 : Perry Mason, première série
  - Saison 1, épisode 9 The Case of the Vagabond Vixen (1957) de Christian Nyby : Lorraine Ferrell
  - Saison 2, épisode 14 The Case of the Glittering Goldfish (1959) de Gerd Oswald : Nora Huxley
- 1957-1959 : Zane Grey Theatre (en)
- 1957-1963 : Gunsmoke ou Police des plaines (Gunsmoke ou Marshal Dillon)
  - Saison 2, épisode 29 Wrong Man (1957) d'Andrew V. McLaglen : Letty Rickers
  - Saison 8, épisode 33 Quint-Cident (1963) d'Andrew V. McLaglen : Lizzie
- 1958 : Maverick
  - Saison 1, épisode 16 Rage for Vengeance de Leslie H. Martinson : Margaret Ross
- 1958-1959 : 77 Sunset Strip
  - Saison 1, épisode 12 The Court Martial of Johnny Murdo (1958) de Lee Sholem : Grace Murdo
  - Saison 2, épisode 10 Secret Island (1959) de George Waggner : Amanda Connell
- 1959 : Mike Hammer (Mickey Spillane's Mike Hammer), première série
  - Saison 2, épisode 15 When I Am Dead, My Darling... de Boris Sagal : Laura Laurents
- 1959-1961 : Lawman (en)
- 1960 : One Step Beyond
  - Saison 2, épisode 35 Contact de John Newland : Mary Dermott
- 1961 : Bonanza
  - Saison 3, épisode 1 Un sourire trompeur (The Smiler) de Thomas Carr : Mme McClure
- 1961-1963 : Intrigues à Hawaï (Hawaiian Eye)
- 1962 : Have Gun - Will Travel
- 1963-1965 : Le Virginien (The Virginian)
  - Saison 2, épisode 2 To Make This Place Remember (1963) de Robert Ellis Miller : Amy Sturgis
  - Saison 3, épisode 19 Six Graves at Cripple Creek (1965) : Mary Mallory
- 1964 : Au-delà du réel (The Outer Limits)
  - Saison 2, épisode 1 Le Soldat (Soldier) de Gerd Oswald : Abby Kagan
- 1965 : Adèle (Hazel)
  - Saison 5, épisode 8 Hazel Sits It Out de Charles Barton : Mme Lucas
- 1967 : Sur la piste du crime (The F.B.I.)
  - Saison 2, épisode 21 Rope of Gold de Jesse Hibbs : Lorraine Fryes
- 1968 : Les Aventuriers du Far West (Death Valley Days)
  - Saison 16, épisode 19 Out of the Valley of Death : Mme Bennett
- 1968-1969 : Des jours et des vies (Days of Our Lives), feuilleton, épisodes non spécifiés : Claire Larkin
- 1969 : Docteur Marcus Welby (Marcus Welby, M.D.)
  - Saison 1, épisode 1 Hello, Goodbye, Hello de Marc Daniels : Mme Pate
- 1969 : Cher oncle Bill (Family Affair)
  - Saison 4, épisode 3 Uncle Prince Charrming de Charles Barton : Mme Andrews
- 1971 : Vanished de Buzz Kulik (téléfilm) : Grace Lally
- 1981 : Sans famille, mini-série de Jacques Ertaud, épisode 3 La Proie pour Londres : la prostituée